# 佐賀県道44号小城富士線
佐賀県道44号小城富士線（さがけんどう44ごう おぎふじせん）は、佐賀県小城市から佐賀市に至る県道（主要地方道）である。

## 概要
小城市小城町畑田から佐賀市富士町大字古湯に至る。小城市と佐賀市の境付近は急勾配や急カーブが連続する。

### 路線データ
- 起点：佐賀県小城市小城町畑田（畑田交差点、国道203号交点、佐賀西部広域農道起点）
- 終点：佐賀県佐賀市富士町大字古湯（国道323号交点）

## 歴史
- 1993年（平成5年）5月11日 - 建設省から、県道小城富士線が小城富士線として主要地方道に指定される[1]。

## 路線状況

### 道路施設

#### 橋梁
- 祇園川橋（祇園川、小城市）
- 清水橋（清水川、小城市）

## 地理

### 通過する自治体
- 小城市
- 佐賀市

### 交差する道路
| 交差する道路                  | 市町村名 | 交差する場所   | 交差する場所      |
| ----------------------------- | -------- | -------------- | ----------------- |
| 国道203号 佐賀西部広域農道    | 小城市   | 小城町畑田     | 畑田交差点 / 起点 |
| 佐賀県道48号佐賀外環状線      | 小城市   | 小城町中町     | 中町交差点        |
| 佐賀県道290号杉山小城線       | 小城市   | 小城町松尾     |                   |
| E34 長崎自動車道              | 小城市   | 小城町松尾     | 3-1 小城SIC       |
| 佐賀県道267号松尾佐賀停車場線 | 小城市   | 小城町松尾     |                   |
| 国道323号                     | 佐賀市   | 富士町大字古湯 | 終点              |

### 沿線
- 小城公園
- E34 長崎自動車道 小城PA
- 清水の滝
- 古湯温泉